# ألونسو غرانادوس
ألونسو غرانادوس (بالإسبانية: Alonso Granados)‏ هو لاعب كرة قدم مكسيكي، ولد في 6 أكتوبر 1986 في كانكون في المكسيك. لعب مع نادي تولوكا.

## وصلات خارجية
- ألونسو غرانادوس على موقع إي إس بي إن إف سي (الإنجليزية)
- ألونسو غرانادوس على موقع قاعدة بيانات كرة القدم.إي يو (الإنجليزية)